# Werner Kleeman
Werner Kleeman (* 26. September 1919 in Gaukönigshofen als Werner Kleemann; † Juli 2018) war ein deutschamerikanischer Autor eines Buches über seine eigenen Erinnerungen aus der Zeit des Nationalsozialismus und des Zweiten Weltkriegs.

## Leben
Kleeman entstammte der jüdischen Familie Kleemann in Gaukönigshofen in Unterfranken. Werner war eines von fünf Kindern. Sein Vater war Getreidehändler. Als die Nationalsozialisten die Macht übernahmen, verschlechterten sich die Lebensbedingungen der Familie rasch. Kleemann wurde es verboten, weiter die Oberrealschule in Würzburg zu besuchen. 1936 war sein Vater ruiniert.
Kleemann hatte bereits seit zwei Jahren einen Ausreiseantrag gestellt, als er Ende 1938 ins KZ Dachau verschleppt wurde. Zuvor war in der Reichspogromnacht das Haus seiner Familie verwüstet worden. Mit Hilfe eines entfernten Cousins aus Nebraska konnte er sich freikaufen. Er wurde am 22. Dezember 1938 aus dem KZ entlassen. Kleeman konnte über die Niederlande nach Großbritannien ausreisen. Ein Freund half ihm, auch den Rest seiner Familie freizukaufen und nach London zu holen. Im November 1940 emigrierte er in die USA. Er änderte seinen Namen, kam bei einem Cousin in Queens unter und arbeitete in einem Kaufhaus.
Am 22. Juli 1942 wurde Kleeman von der amerikanischen Armee einberufen. Als Dolmetscher und Infanterist nahm er in der Nacht zum 6. Juni 1944 – vom Schiff LST-282 über den Ärmelkanal gebracht – an der Landung in der Normandie teil, wo er in der zweiten Welle an der Utah Beach französischen Boden betrat. Am 12. September 1944 überschritt Kleemans Einheit bei Elcherath die deutsche Grenze. Im Frühjahr 1945, nach der Kapitulation, fuhr er gegen den Befehl seines Vorgesetzten nach Gaukönigshofen, um die Nationalsozialisten in seinem Ort zu verhaften. Persönlich setzte er den Mann fest, der ihn Jahre zuvor verhaftet hatte. Er traf auch einen Nachbarn, der einige jüdische zeremonielle Gegenstände versteckt und verwahrt hatte. Der US-Militärpolizei nannte er die Namen der Dorfbewohner, die an Pogromen beteiligt waren.
Zurück in den USA arbeitete Kleeman als Innendekorateur und heiratete. Bei einem Veteranentreffen in Frankreich wurde er von Tom Brokaw interviewt, doch schwieg er ansonsten über seine Erlebnisse, auch gegenüber seiner Familie. Mit Hilfe der Autorin Elizabeth Uhlig schrieb Kleeman ab 2004 seine Erinnerungen nieder. From Dachau to D-Day erschien 2006. Kleeman lehnte es ab, Deutsch zu reden.